# Schlumbergera kautskyi
Schlumbergera kautskyi là một loài thực vật có hoa trong họ Cactaceae. Loài này được (Horobin & McMillan) N.P.Taylor miêu tả khoa học đầu tiên năm 1991.